# Martin Lorentzon (entrepreneur)
Vous pouvez aider à l'améliorer ou bien discuter des problèmes sur sa page de discussion.
- Son texte doit être wikifié : il ne correspond pas à la mise en forme Wikipédia (style, typographie, liens internes, liens entre les wikis, etc.). (Marqué depuis octobre 2024)
- La traduction doit être revue. Le contenu est difficilement compréhensible à cause d’erreurs de traduction, peut-être dues à l’utilisation d’un logiciel de traduction automatique. (Marqué depuis octobre 2024)

Ne doit pas être confondu avec Martin Lorentzson.
Sven Hans Martin Lorentzon, né le 1er avril 1969, est un entrepreneur suédois et cofondateur de Tradedoubler et Spotify. De 2013 à 2018, il a été membre du conseil d'administration de la société Telia. Depuis avril 2019, il est expert sur les questions d'intégration des immigrés en Suède pour la commission du Parti modéré « Nouveau modèle suédois ».

## Carrière
Quand il était élève à l'école primaire Särlaskolan de Borås, Lorentzon a dit à ses camarades de classe qu'il voulait vendre une boîte d'allumettes à chaque Chinois et devenir milliardaire. Au lycée, il fréquentait le département technique du Sven Eriksonsgymnasiet, où il aimait aller à des fêtes mais où il mettait toujours l'éducation en premier : s'il y avait une fête avant un examen, il mentait en disant qu'il était malade et qu'il devait rester à la maison.
En 1990, Lorentzon commence ses études à l'Université de technologie Chalmers où il étudie l'économie industrielle et obtient une maîtrise en sciences et un diplôme d'ingénieur. Il suit des cours d'économie à l'École de commerce, d'économie et de droit de Göteborg. Lorentzon a également étudié l'économie à la Stockholm School of Economics et a suivi des cours de rhétorique et d'argumentation à l'Université de Stockholm.
En 1995, Lorentzon commence un stage chez l'opérateur téléphonique suédois Telia.
Il déménage à San Francisco et travaille pour AltaVista. Dans la Silicon Valley, il rencontre des entrepreneurs Web compétents et trouve un emploi dans une société d'investissement appelée Cell Ventures, où il rencontre Felix Hagnö, le fils des propriétaires d'une ligne de vêtements suédoise appelée Joy. En septembre 1999, Lorentzon et Hagnö fondent Netstrategy, qui deviendra plus tard la place de marché leader en Europe Tradedoubler. L'entreprise devient rapidement rentable commercialement et acclamée socialement ; en 2001, elle remporte le prix suédois Guldmusen pour « IT-rookie of the Year »,, le prix « Achievement Award » du Conseil suédois du commerce au Royaume-Uni en 2002 pour les entreprises suédoises qui ont connu le plus de succès au Royaume-Uni au cours de l'année écoulée, et le prix suédois « Export Hermes » en 2004 pour la meilleure entreprise exportatrice suédoise. Lorentzon s'installe ensuite en Allemagne. Les ventes sur le Web atteignent des sommets et en 2005, il vend ses parts dans Tradedoubler pour 70 millions de dollars américains. Il admet que le hasard a eu sa part dans ce succès. Lorentzon revient finalement en Suède après dix ans à l'étranger. En mars 2006, Tradedoubler rachète le service de publicité Advertigo, créé par Daniel Ek. Ek et Lorentzon deviennent rapidement amis, découvrant qu'ils ont des expériences communes de dépression en raison d'une richesse inattendue et d'un manque de but.
D'avril 2013 à mars 2018, Lorentzon est membre du conseil d'administration de Telia et en possède 230 000 actions.

### Spotify

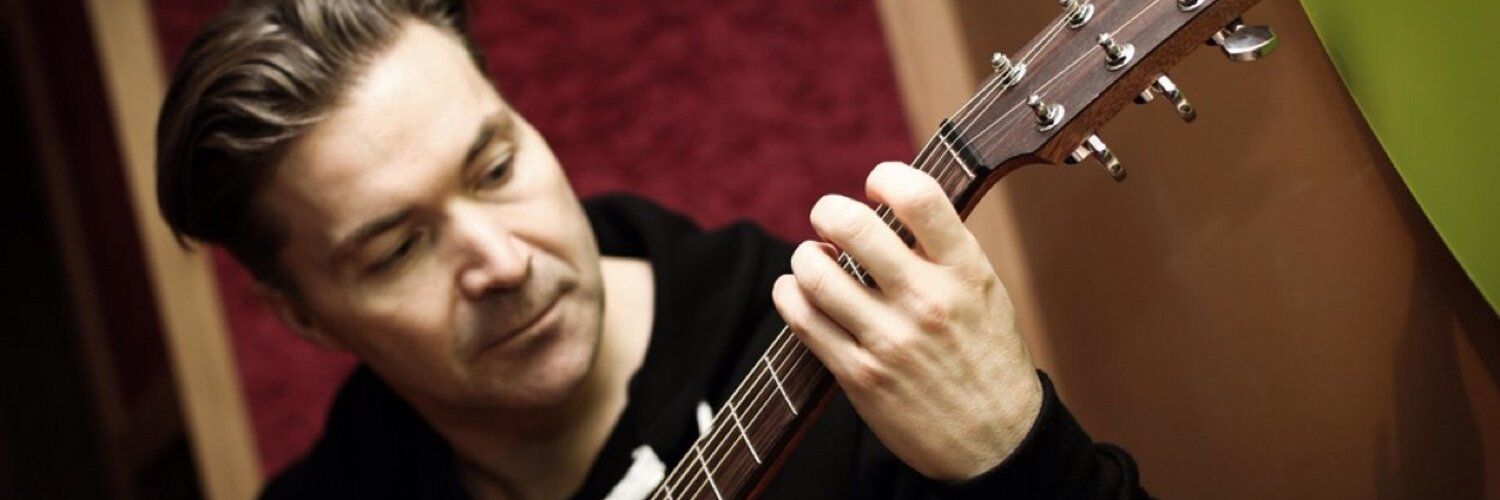
Martin Lorentzon

En avril 2006, Ek et Lorentzon décident de créer une nouvelle entreprise. Lorentzon quitte le conseil d'administration de Tradedoubler et donne un million d'euros à Ek. En juin 2006, Spotify est enregistré. Spotify commence comme un service de streaming musical tirant ses profits de la publicité en ligne, un domaine qu'ils connaissent tous les deux très bien.
Lorentzon paye de ses deniers les salaires des développeurs, les bureaux et la location de licences musicales. L'entreprise essaye d’attirer l’argent des investisseurs, mais Lorentzon n’est pas satisfait des conditions de coopération qui leur sont proposées. En raison de ces dépenses imprévues, la part de Lorentzon dans Spotify se révèle la plus importante. Elle est estimée à plus de 4 milliards de dollars américains ; il détient 43,3 % des droits de vote  et possède 12,7 % des actions.
Lorentzon a été président directeur général de 2006 à 2013 et président du conseil d'administration de 2008 à 2016, jusqu'à ce qu'Ek reprenne ces fonctions. Dans les interviews, Ek et Lorentzon affirment qu'ils sont les meilleurs amis du monde et qu'il n'y a pas eu un jour depuis 2006 où ils ne se sont pas parlé au moins une fois. Lorentzon est responsable de l'élaboration des objectifs futurs de l'entreprise et de la stratégie de développement, du budget, des salaires, de la vérification des rapports financiers juridiques et annuels.

## Opinions politiques
En 2013, Lorentzon rejoint le Prince Daniel's Fellowship Project et visite des écoles secondaires, des universités et des collèges universitaires dans toute la Suède pour inciter les jeunes à s'impliquer dans l'entrepreneuriat. En 2016, il est élu membre de l'Académie royale suédoise des sciences de l'ingénieur au sein du Département de l'éducation et de la recherche, qui favorise les contacts et les échanges entre les entreprises, la recherche et les entités gouvernementales.
En avril 2013, les médias s'intéressent à la relation de Lorentzon avec le fisc suédois. Les sociétés Spotify et Telia de Lorentzon sont situées dans des centres financiers offshore : Rosello est enregistrée à Chypre et Amaltea est au Luxembourg. En 2005, il a réenregistré TradeDoubler à Chypre, réduisant ainsi son impôt de 9 millions de dollars. En 2006, il a payé 1,4 million d'euros d'impôts. Spotify a également été réenregistré à cette époque au Luxembourg, où l'impôt sur le revenu est moins élevé.
En 2014, Lorentzon est nommé Suédois international de l'année, et en 2015, il reçoit l'Affärsbragden (La réussite commerciale) du journal Svenska Dagbladet. Au printemps 2015, Lorentzon reçoit un doctorat honorifique de l'Université de technologie Chalmers,.
En avril 2019, Lorentzon est nommé expert en questions d'intégration des immigrants au sein d'une commission du Parti modéré, le Nouveau modèle suédois, créée par Ulf Kristersson,,,.

## Vie personnelle
Lorentzon est né le 1er avril 1969 dans le sud de la Suède, dans le village d' Åsenhöga, dans la région de Gnosjö, dans la province de Småland. En février 1970, sa famille déménage à Borås et il grandit dans le quartier de Hestra. Sa mère, Brita (née le 21 septembre 1936), travaillait comme enseignante et son père Sven (né le 1er juillet 1932) était économiste. Lorentzon a deux frères et sœurs aînés. Magdalena . Il vit à Vasastan, Stockholm, depuis 2005. Il possède également un appartement dans la station de ski d'Åre.